# Miejska Górka
Miejska Górka (in tedesco Görchen) è un comune urbano-rurale polacco del distretto di Rawicz, nel voivodato della Grande Polonia.
Ricopre una superficie di 103,62 km² e nel 2004 contava 9 276 abitanti.